# سلطان‌آباد (انزل)
سلطان‌آباد روستایی در دهستان انزل جنوبی بخش انزل شهرستان ارومیه استان آذربایجان غربی ایران است.

## جمعیت
بر پایه سرشماری عمومی نفوس و مسکن در سال ۱۳۹۵ جمعیت این روستا ۷۷۲ نفر (۲۰۲خانوار) بوده‌است بیشتر جمعیت روستا کرد جلالی و مهاجر از شهرستان ماکو می باشند و اقلیتی نیز ترک آذربایجانی با مذهب شیعه هستند  .